# ウラシマツツジ
ウラシマツツジ（裏縞躑躅、学名: Arctous alpina var. japonica）は、ツツジ科ウラシマツツジ属の落葉小低木。高山植物。

## 特徴
茎は地上を横に這ってところどころで分枝する。枝の上部が斜上し、葉を群生させ、高さは2 - 5センチメートル (cm) になる。葉は互生し、質は厚く、形は倒卵形で、長さ2 - 5  (cm) 、幅8 - 16ミリメートル (mm) になる。葉先は円く、基部は葉柄に流れ、縁には先の丸い鋸歯がある。葉の表面は葉脈がへこみ、逆に裏面で突出し、いちじるしい網目模様になる。
花期は6 - 7月。前年枝の先端に短い総状花序をつくり、2-5個の黄白色の花をつける。萼は鐘形で、先端は開いて5裂する。花冠は長さ5 mmあり、つぼ形で先端は浅く5裂し、先は反曲する。果実は径8 - 9 mmの球状の液果で、最初緑色だったものが、熟すにつれて赤色から黒色に変色する。
葉は秋に赤く紅葉する。葉の裏面のいちじるしい網目模様の特徴から、ウラシマ（裏縞）ツツジという。

## 分布と生育環境
日本では、北海道および本州の中部地方以北に分布し、高山帯の砂礫地に生育する。アジアでは、朝鮮半島北部、千島列島、樺太、カムチャツカに分布する。

## 基本種、変種
- Arctous alpina (L.) Niedenzu - ウラシマツツジの基本種で、ウラシマツツジより葉はやや小さく、葉裏の網目模様はさほど目立たない。ヨーロッパ、北アメリカの寒帯に分布する。
- アカミノウラシマツツジ Arctous alpina (L.) Niedenzu var. rubra Rehder et E.H.Wilson

## ウラシマツツジ属
ウラシマツツジ属（うらしまつつじぞく、学名：Arctous Niedenzu）はツツジ科の属の一つ。北半球の寒帯、高山に3種ある。日本では Arctous alpina の変種であるウラシマツツジとアカミノウラシマツツジが知られている。
ウラシマツツジ属は、ときにクマコケモモ属（くまこけももぞく、学名：Arctostaphylos Adanson）と同一として扱われる場合がある。

## ギャラリー
- 花序
西吾妻山・2011年6月
- 赤く紅葉した葉
- 黒紫色の果実
木曽駒ヶ岳・2010年9月